# Клювинці

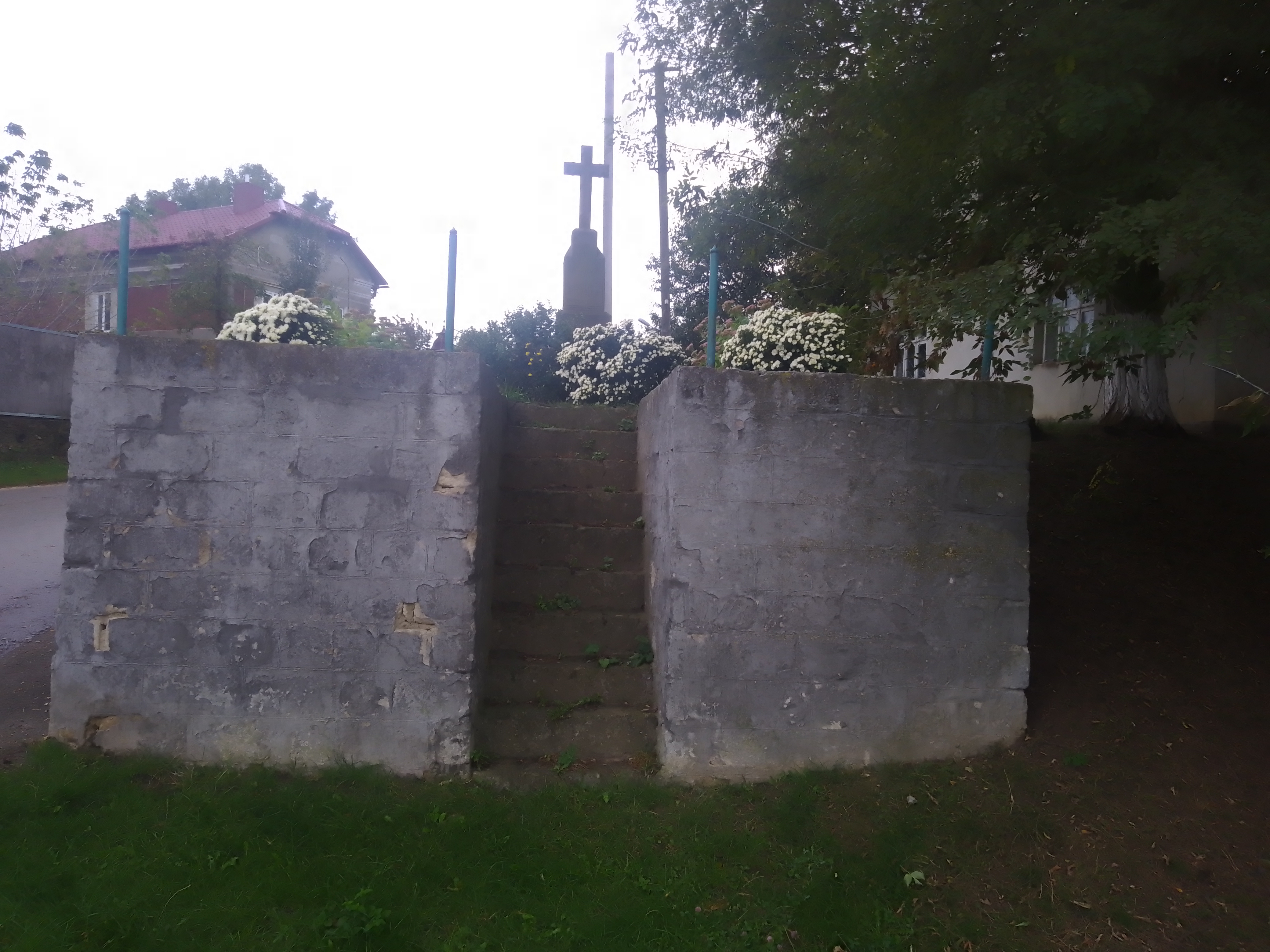
Пам'ятний знак до 60-річчя знесення панщини

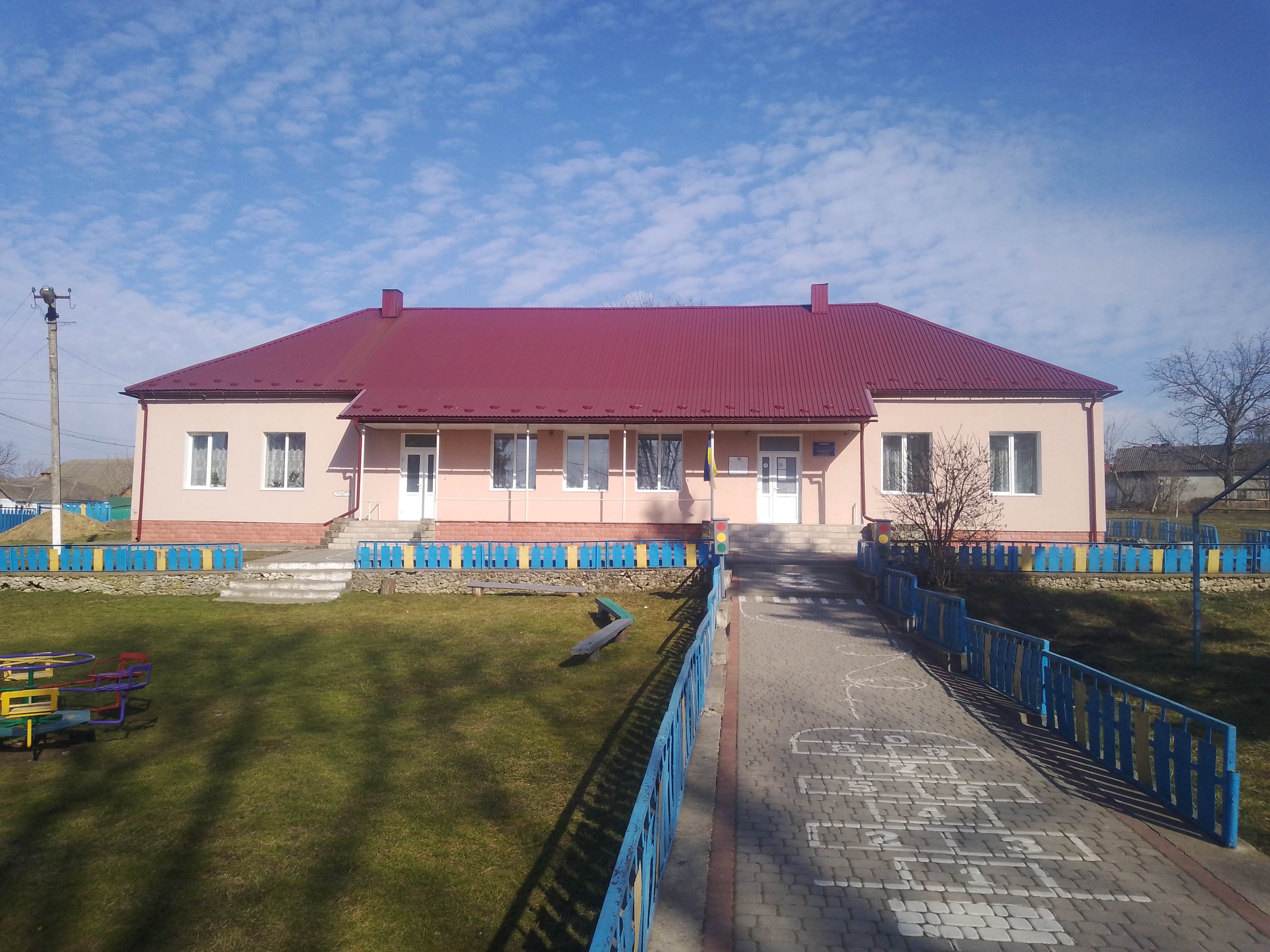
Приміщення дитячого садку в якому знаходилася школа с. Клювинці до 1971 року

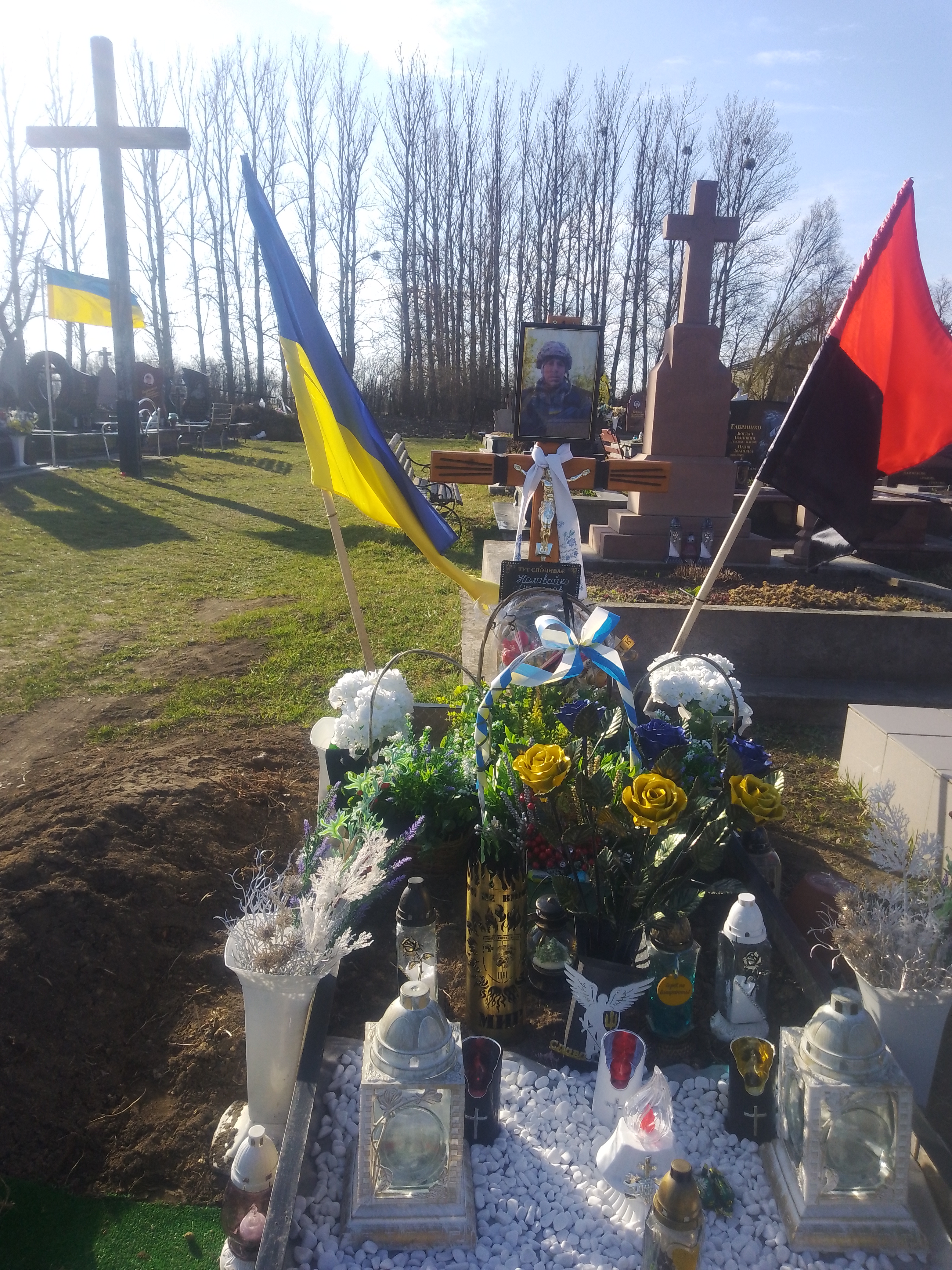
Могила Мирослава Наливайка на місцевому кладовищі

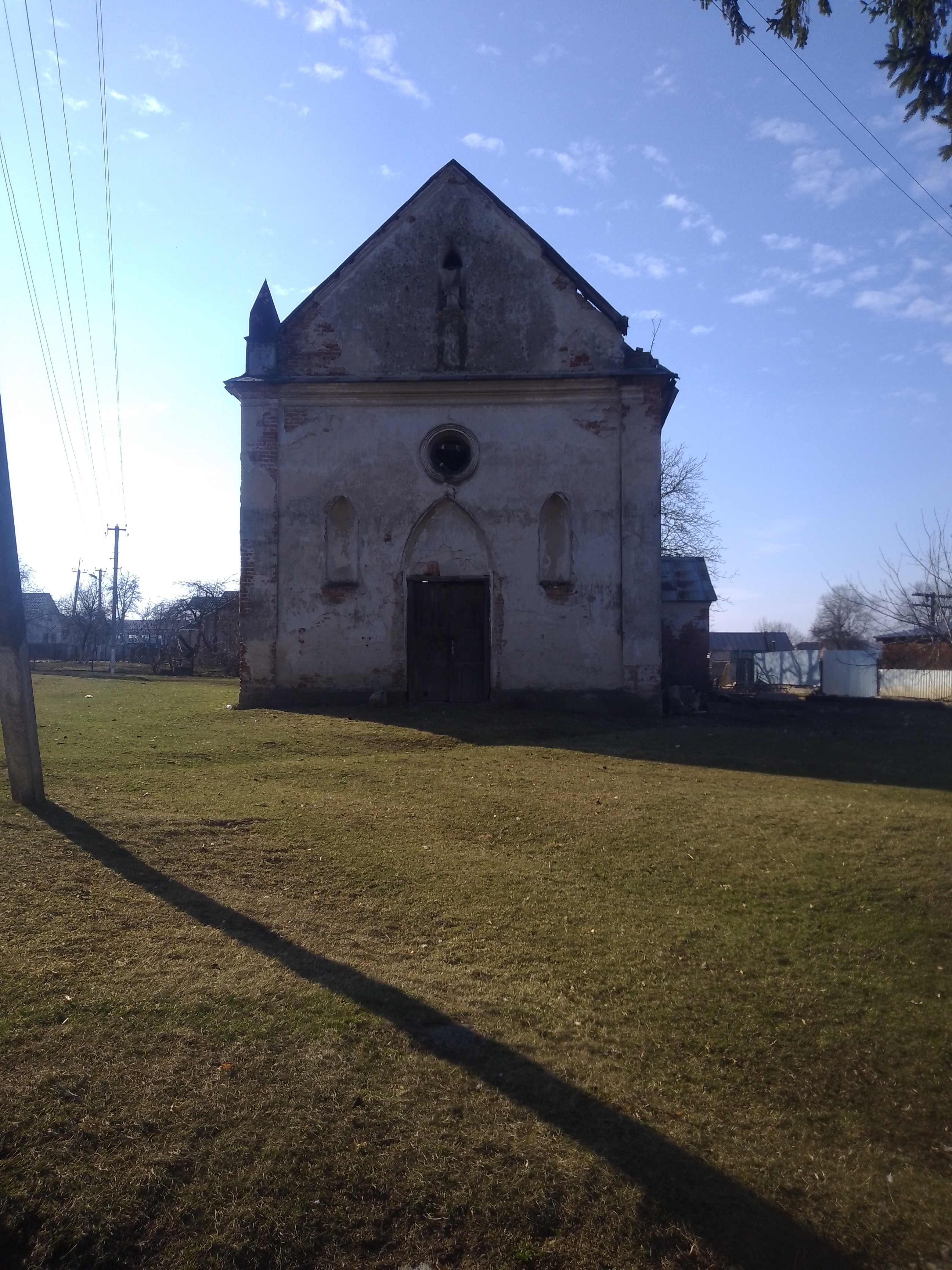
Костел Матері Божої Помічниці Вірних в Клювинцях

Клю́винці — село в Україні, у Хоростківській міській громаді Чортківського району Тернопільської області. До 2015 центр Клювинської сільської ради. 

## Географія
Село розташоване на березі річки Тайна у північній частині району, на подільській височині, неподалік міста Хоростків.

### Клімат
Клювинці знаходяться в межах вологого континентального клімату із теплим літом. Але діяльність людини досить часто призводить до екоциду, поганих змін та глобального потепління. Рівень наповнення річок водою по області становить лише 20 % від необхідного стандарту, значна частина земної поверхні стає посушливою. Для покращення ситуації варто було б проводити ревайлдинг, відновлювати екосистеми та лісові насадження.

## Історія
На території та навколо села можна знайти артефакти бронзової доби.
Перша писемна згадка — 1568 під назвою Клюїнце, належало Катерині Карапчаєвській. Назва походить, імовірно, від прізвища Клюва–Клюба. Унаслідок 1-го поділу Речі Посполитої село з 1772 р. належало до Австрійської імперії (Тернопільський циркул, з 1816 р. – Чортківський). У 1830-х рр. збудовано приміщення початкової школи. Протягом 1863–1914 рр. село –Гусятинського повіту.
Діяли товариства «Просвіта», кооператива та інші українські громадські організації.
З 1947 року мешканці села зазнали каральної акції операції «Захід».
Під час радянської окупації на території села був розміщений колгосп «Зоря комунізму». В його користуванні знаходилося 2,2 тис. га сільськогосподарських угідь, у т. ч. 1,9 тис. га орної землі.
З 24 серпня 1991 року село входить до складу незалежної України.
У 2013 році  клювинецька «Олімпія» стала володарем кубка Гусятинського району з футболу.
12 червня 2020 року, відповідно до розпорядження Кабінету Міністрів України № 724-р «Про визначення адміністративних центрів та затвердження територій територіальних громад Тернопільської області» увійшло до складу Хоростківської міської громади.
19 липня 2020 року, в результаті адміністративно-територіальної реформи та ліквідації Гусятинського району, село увійшло до складу новоутвореного Чортківського району.
1 вересня 2020 року у селі Клювинці побратим загиблого на Донбасі Миколи Руснака відвів до першого класу його доньку Софію.

## Політика

### Парламентські вибори, 2019
На позачергових парламентських виборах 2019 року у селі функціонувала окрема виборча дільниця № 610222, розташована у приміщенні школи.
Результати
- зареєстровано 885 виборців, явка 55,25%, найбільше голосів віддано за «Слугу народу» — 50,21%, за «Голос» — 12,08%, за Радикальну партію Олега Ляшка — 8,75%.[7] В одномандатному окрузі найбільше голосів отримав Микола Люшняк (самовисування) — 43,95%, за Ігоря Сопеля (Слуга народу) — 36,09%, за Олега Вітвіцького (Голос) — 7,43%[8].

## Населення
Населення — понад тисячу осіб (2022).

### Мова
Розподіл населення за рідною мовою за даними перепису 2001 року:
| Мова       | Кількість | Відсоток |
| ---------- | --------- | -------- |
| українська | 1299      | 99.92%   |
| російська  | 1         | 0.08%    |
| Усього     | 1300      | 100%     |

### Мовні особливості
Село розташоване на території наддністрянського (опільського) говору. До «Наддністрянського реґіонального словника» внесено такі слова та фразеологізми вживані у селі: а-тась («уживають, щоб відігнати качок»), бандурка («картопля»), бомбетиль («лавка-ліжко»), ґрулі («картопля»), запорток («зіпсоване яйце, з якого не може вивестися курча»), муравщинє («мурашник»).

## Релігія
Є церква Покрови Пресвятої Богородиці (1894, мурована), костел Матері Божої Помічниці Вірних (1894, мурований), капличка.

## Пам'ятники
Споруджено пам'ятники воїнам-односельцям, полеглим у німецько-радянській війні (1967), уродженцю села, композиторові Денису Січинському (2000, скульптори М. Самарик і М. Обезюк), встановлено пам'ятний знак на честь скасування панщини, меморіальну таблицю Д. Січинському (1987), є його кімната-музей.

## Мікротопоніми
Село складається з кількох урочищ з таких як:
- Вилазки,
- Сирилівка,
- Куток,
- Шляхта,
- Нова вулиця та інші.
- Хатки

## Соціальна сфера
Діють Ліцей села Клювинці, клуб, бібліотека, ФАП, відділення зв'язку, відділення "Нової пошти".

## Відомі люди

### Народилися
- Вишньовський Василь Володимирович(1997 — 2022) — український військовослужбовець, старший солдат Збройних сил України, учасник російсько-української війни[14].
- Демчак Іван Микитович — колишній заступник міністра агрополітики (Уряд Юлії Тимошенко, лютий-вересень 2005 р.)
- Лех Степан Васильович (1994—2025)  — український військовик, учасник російсько-української війни[15].
- Слободян Роман Іванович (1982—2024) — український військовик, учасник російсько-української війни[16][17].
- Січинський Денис Володимирович (1865—1909) — український композитор.

### Працювали
- Іван Сороколіт — український господарник, агроном.

### Проживали
Наливайко Мирослав (1978-2024) — український військовик, учасник російсько-української війни.

## Галерея

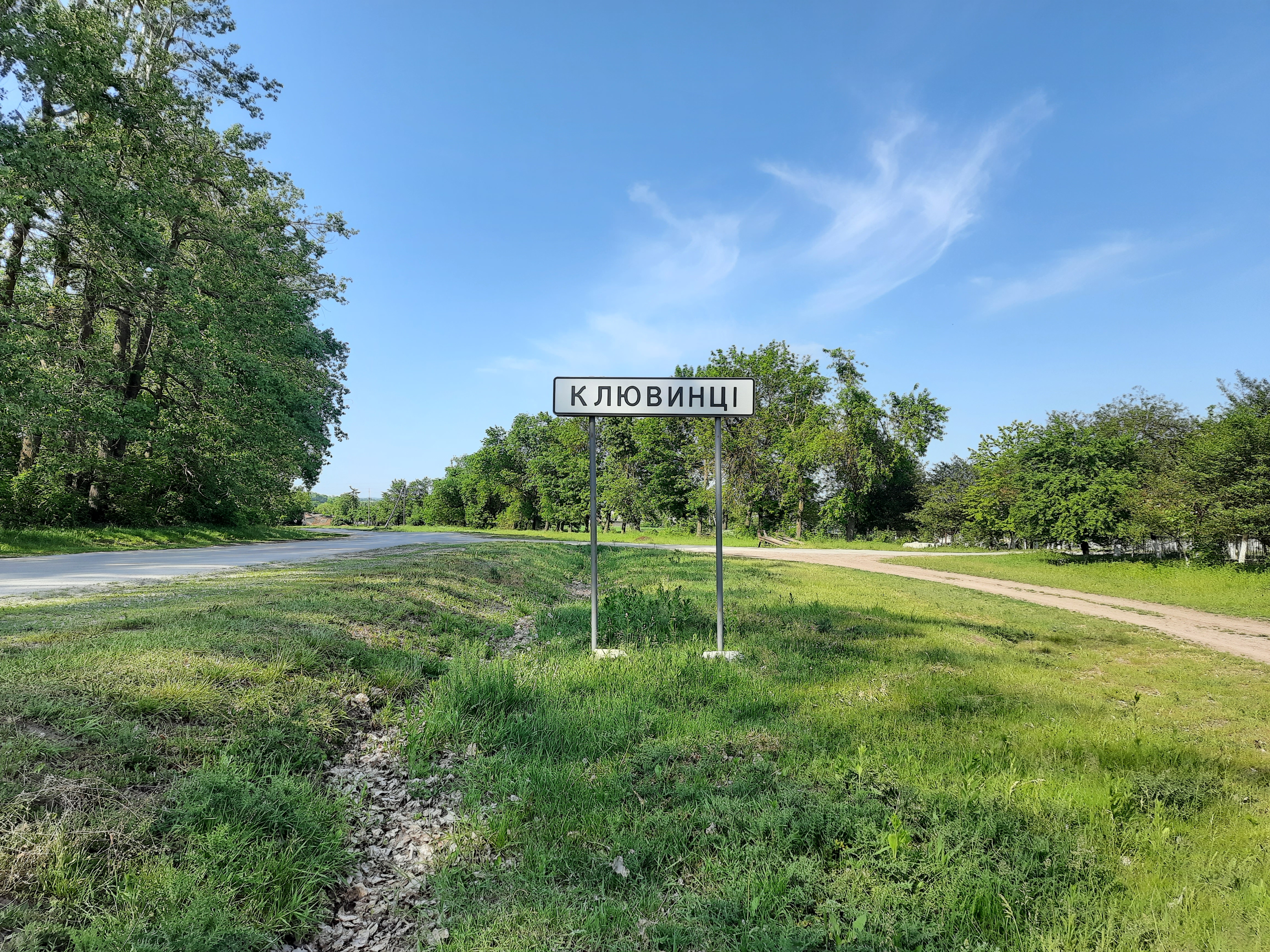
Дорожній знак при в'їзді в село
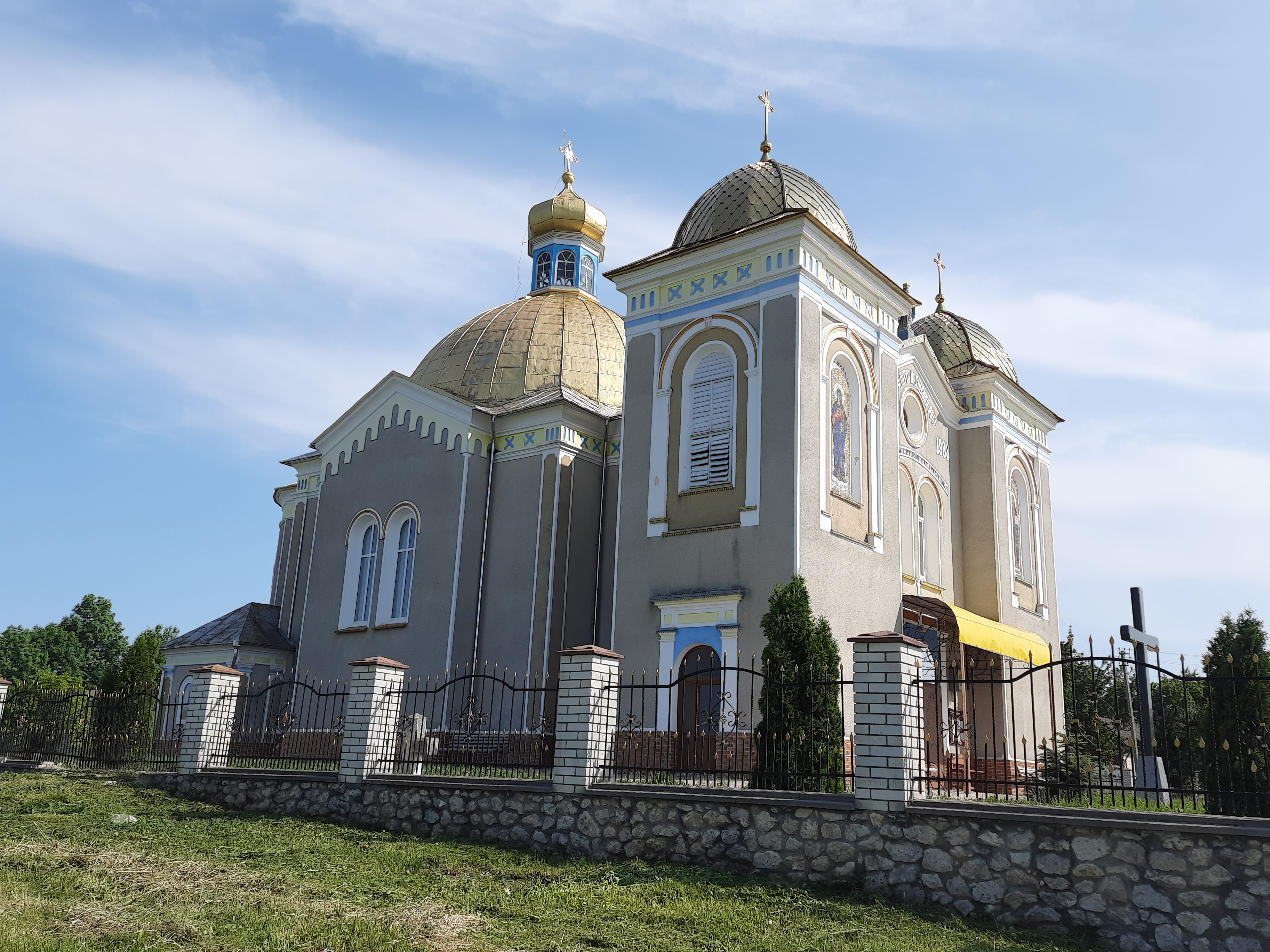
Церква Покрови Пресвятої Богородиці
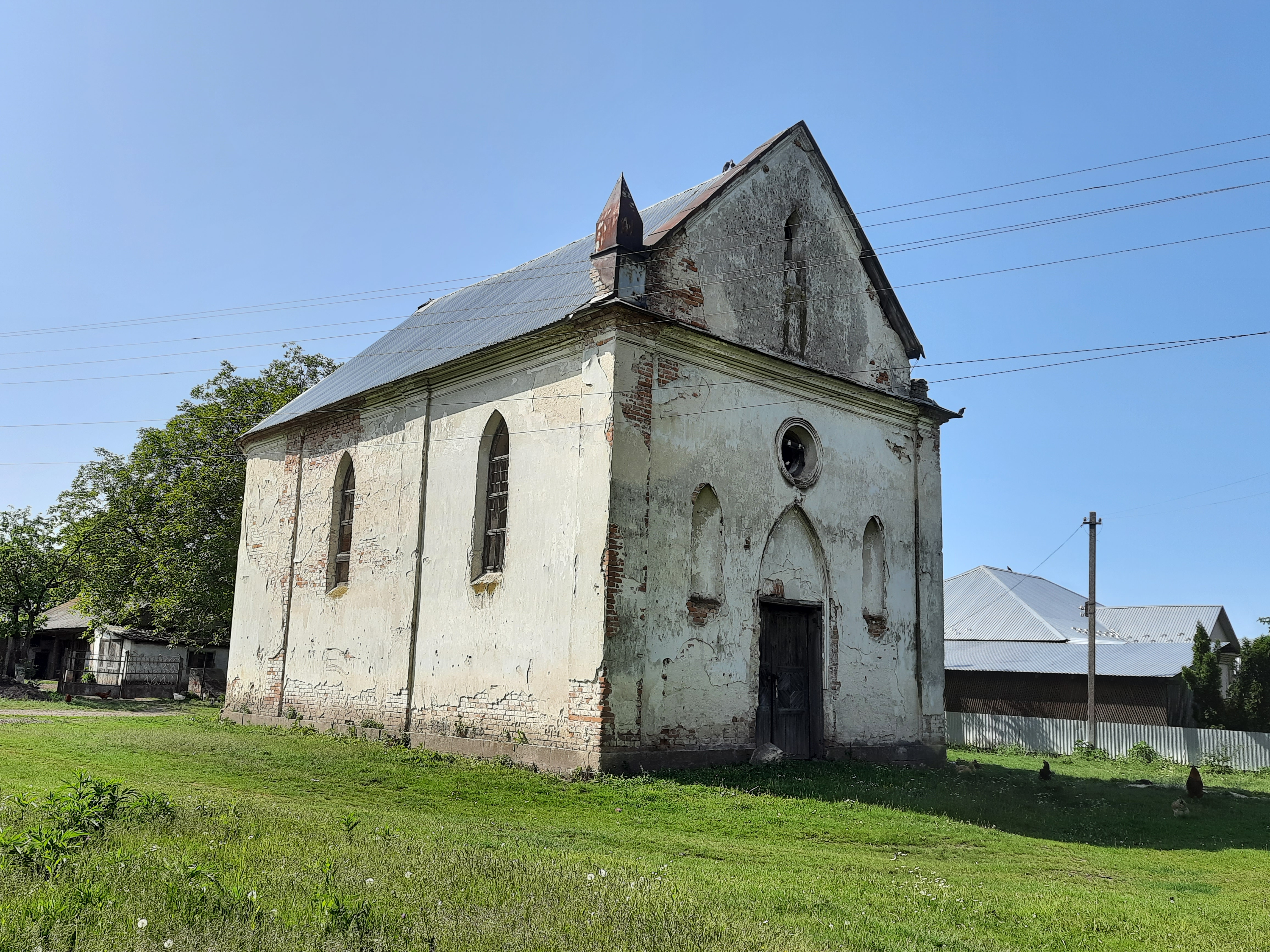
Костел Матері Божої Помічниці Вірних
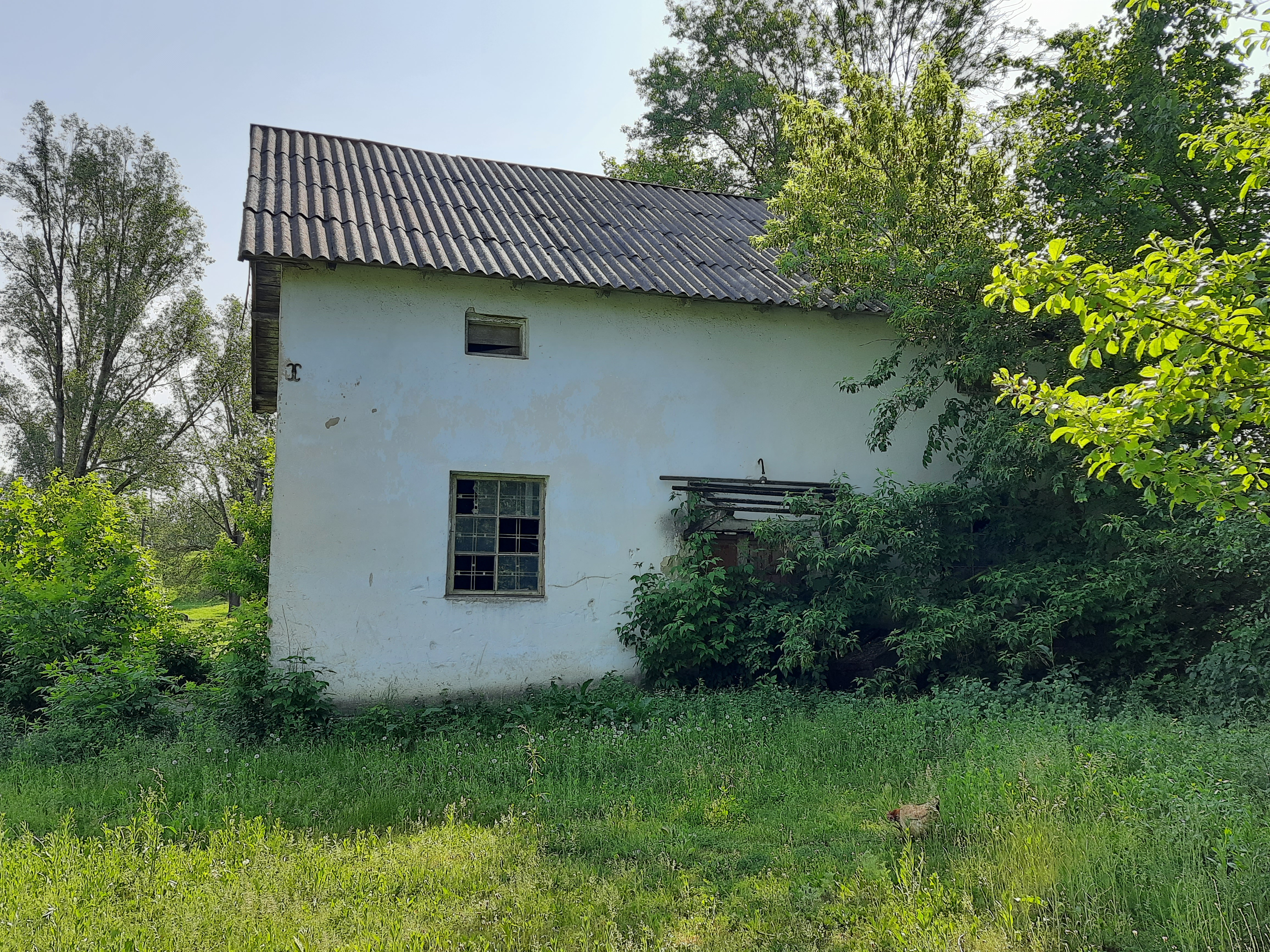
Старий млин
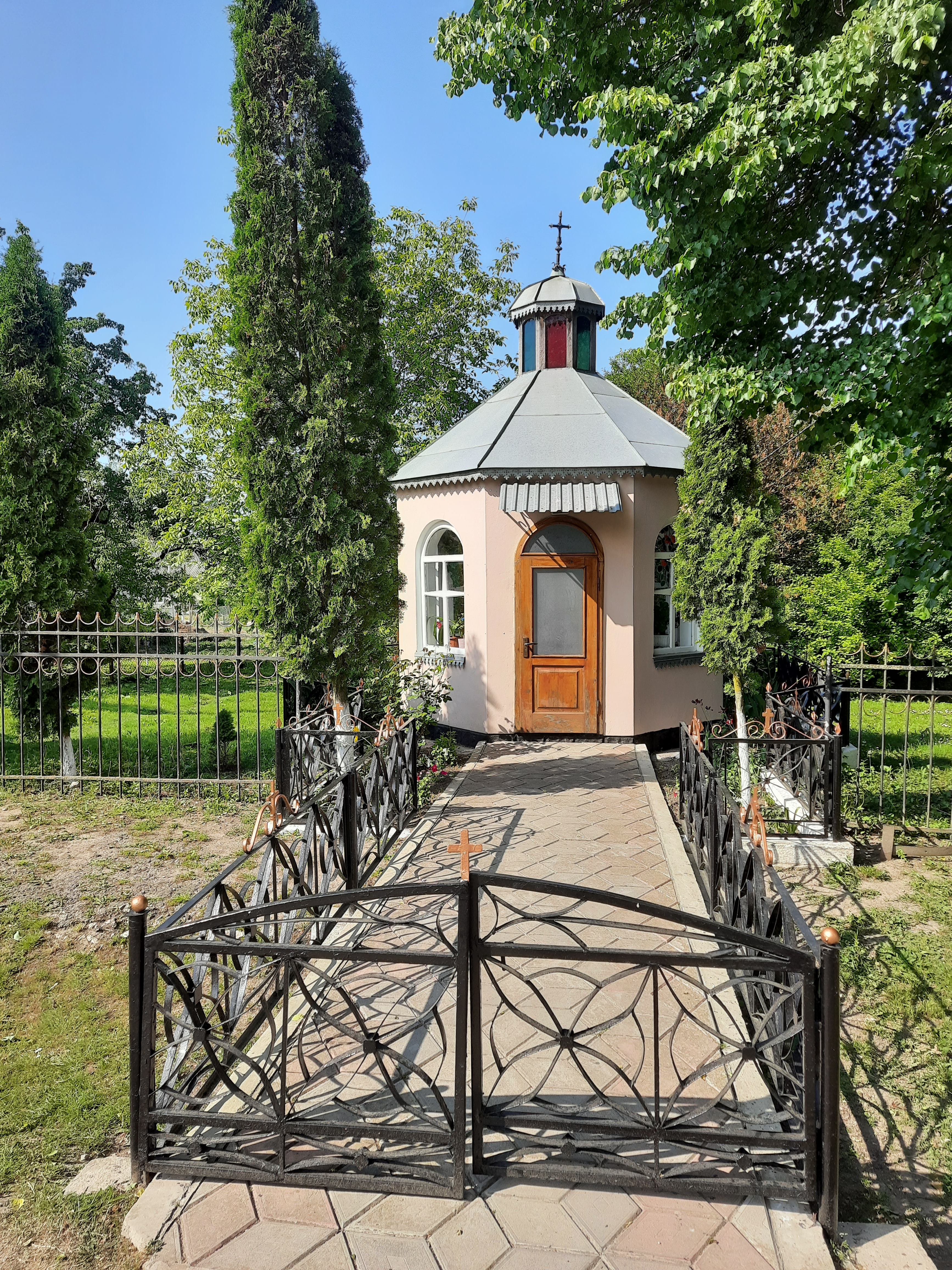
Капличка
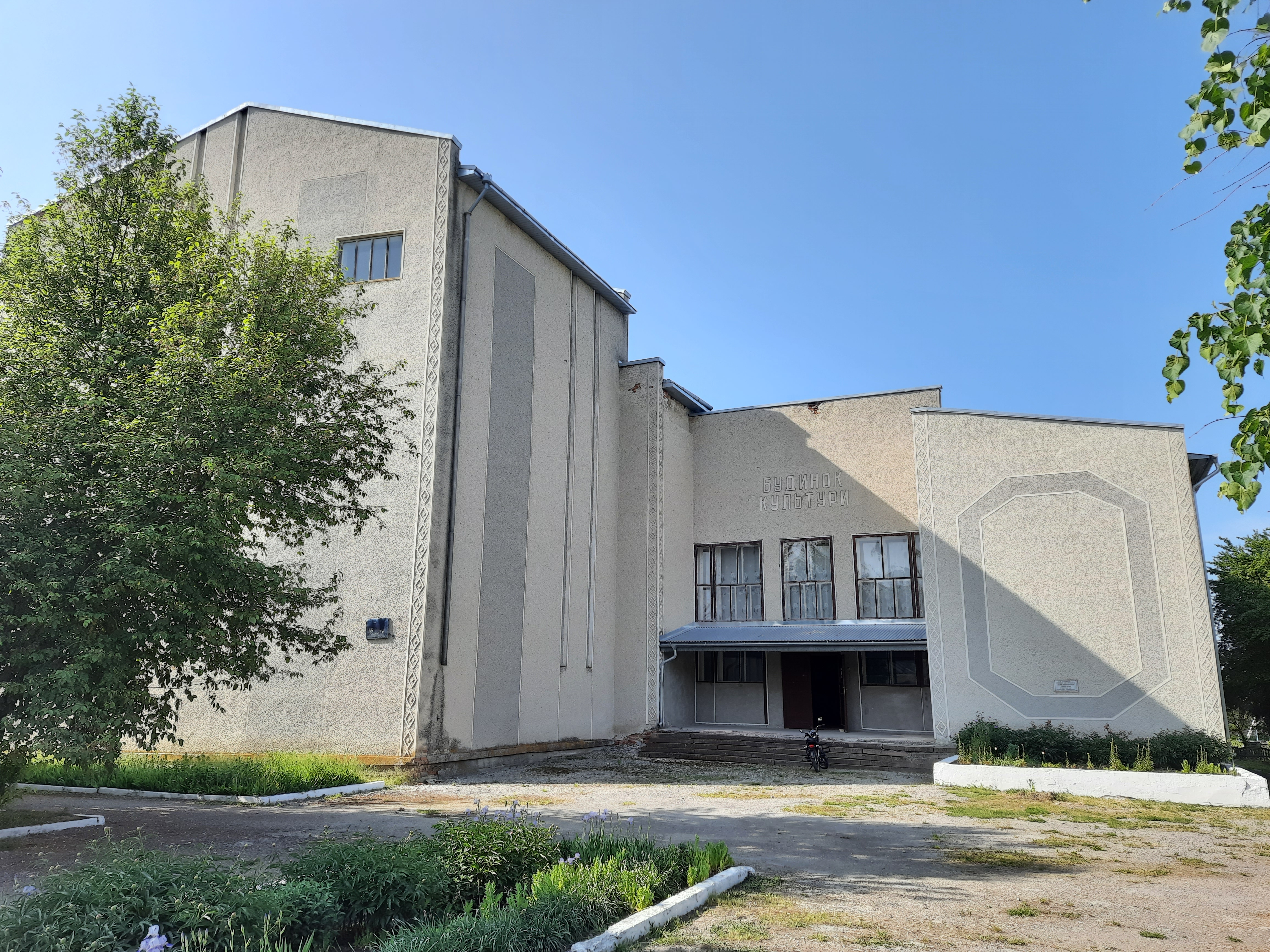
Будинок культури
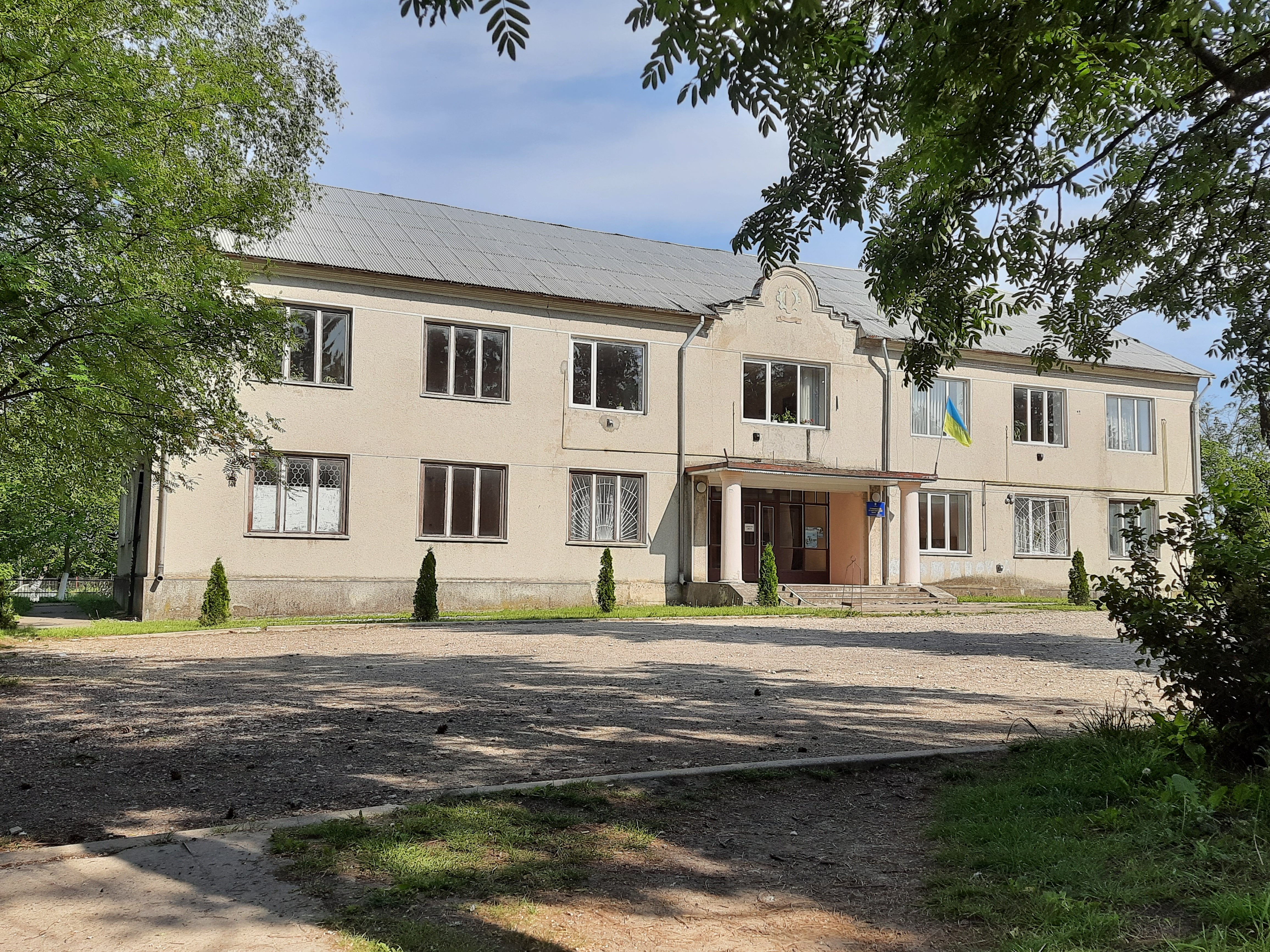
Старостат
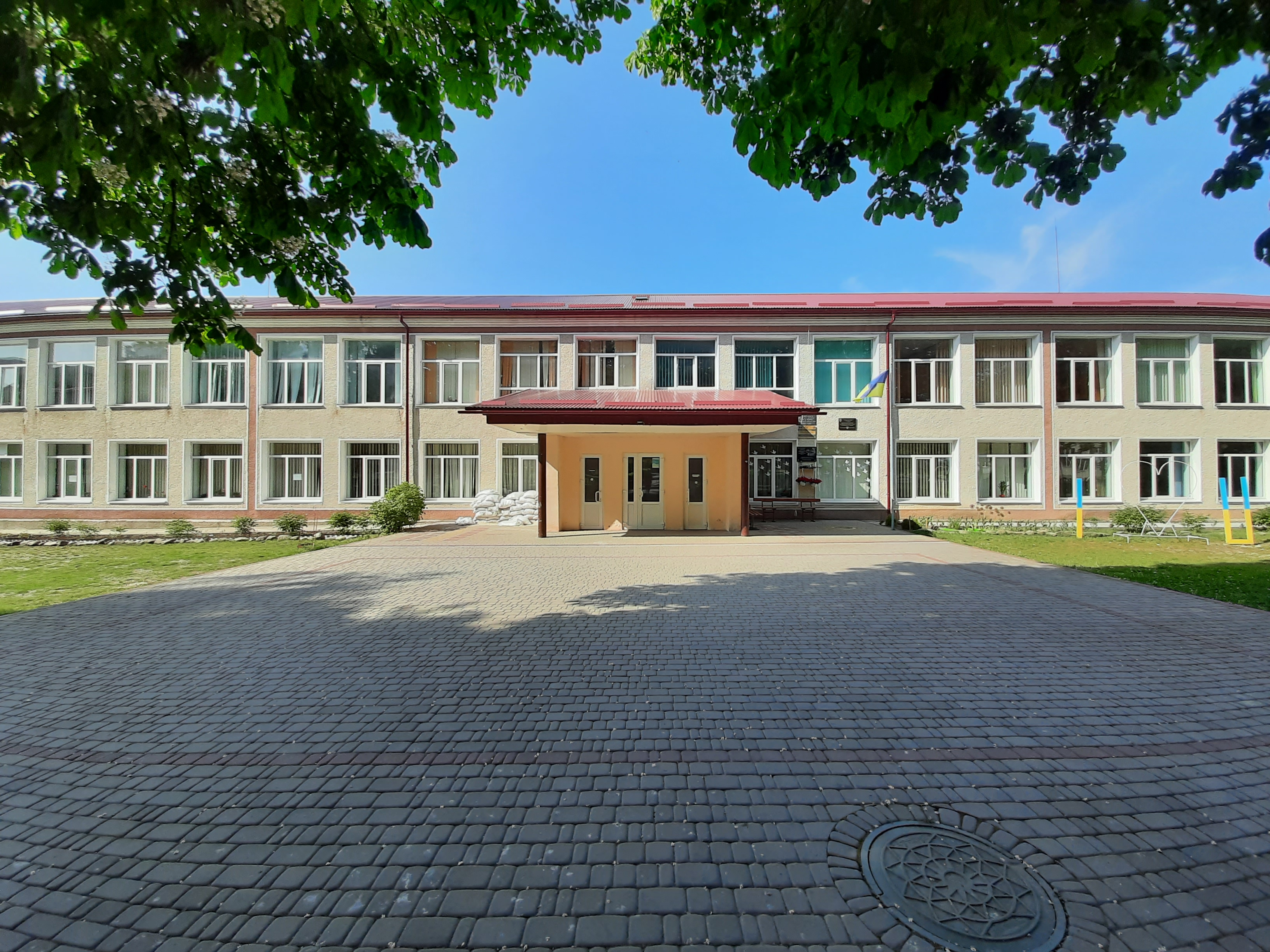
Школа
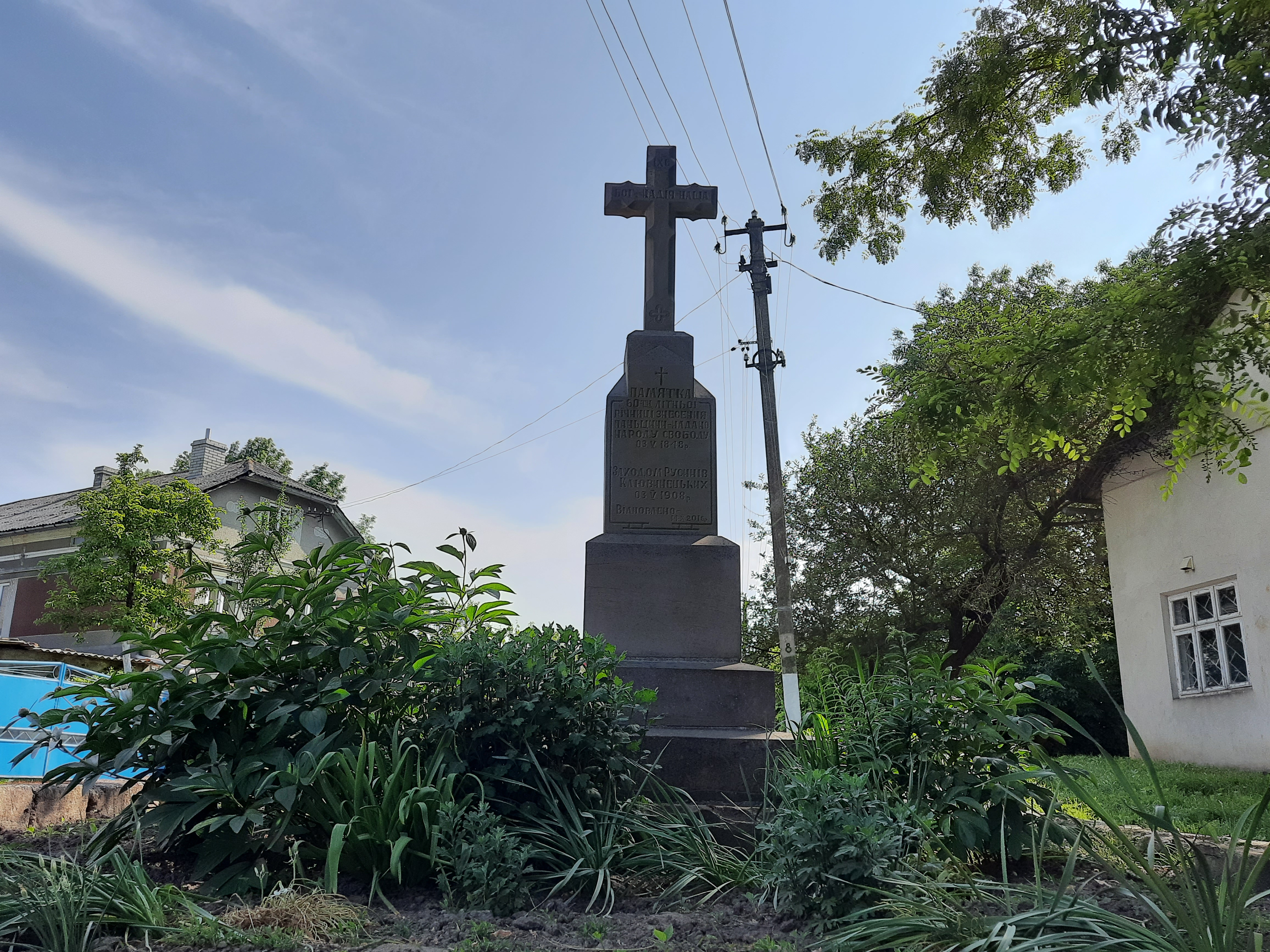
Пам'ятний хрест з нагоди скасування панщини
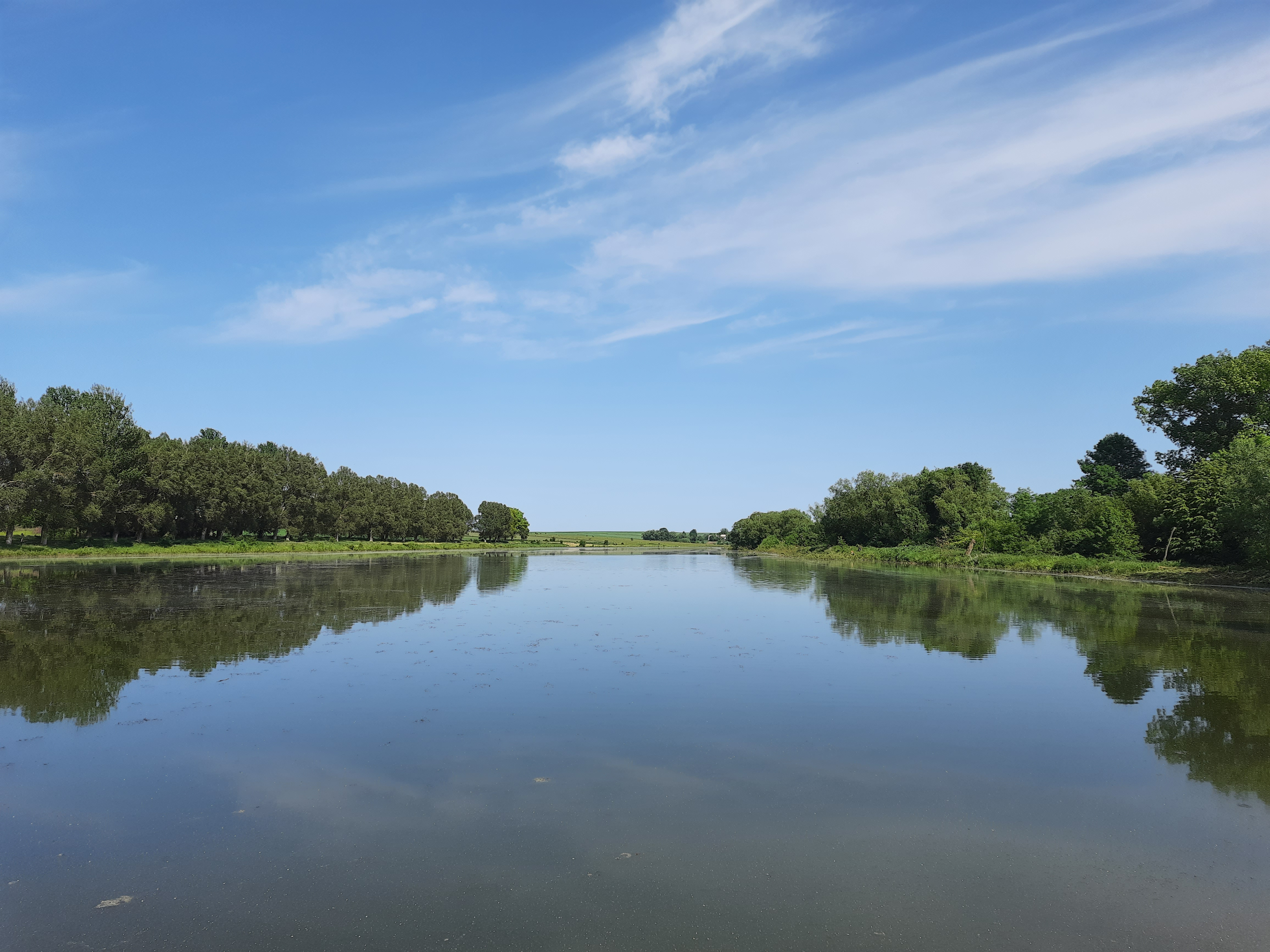
Став біля села
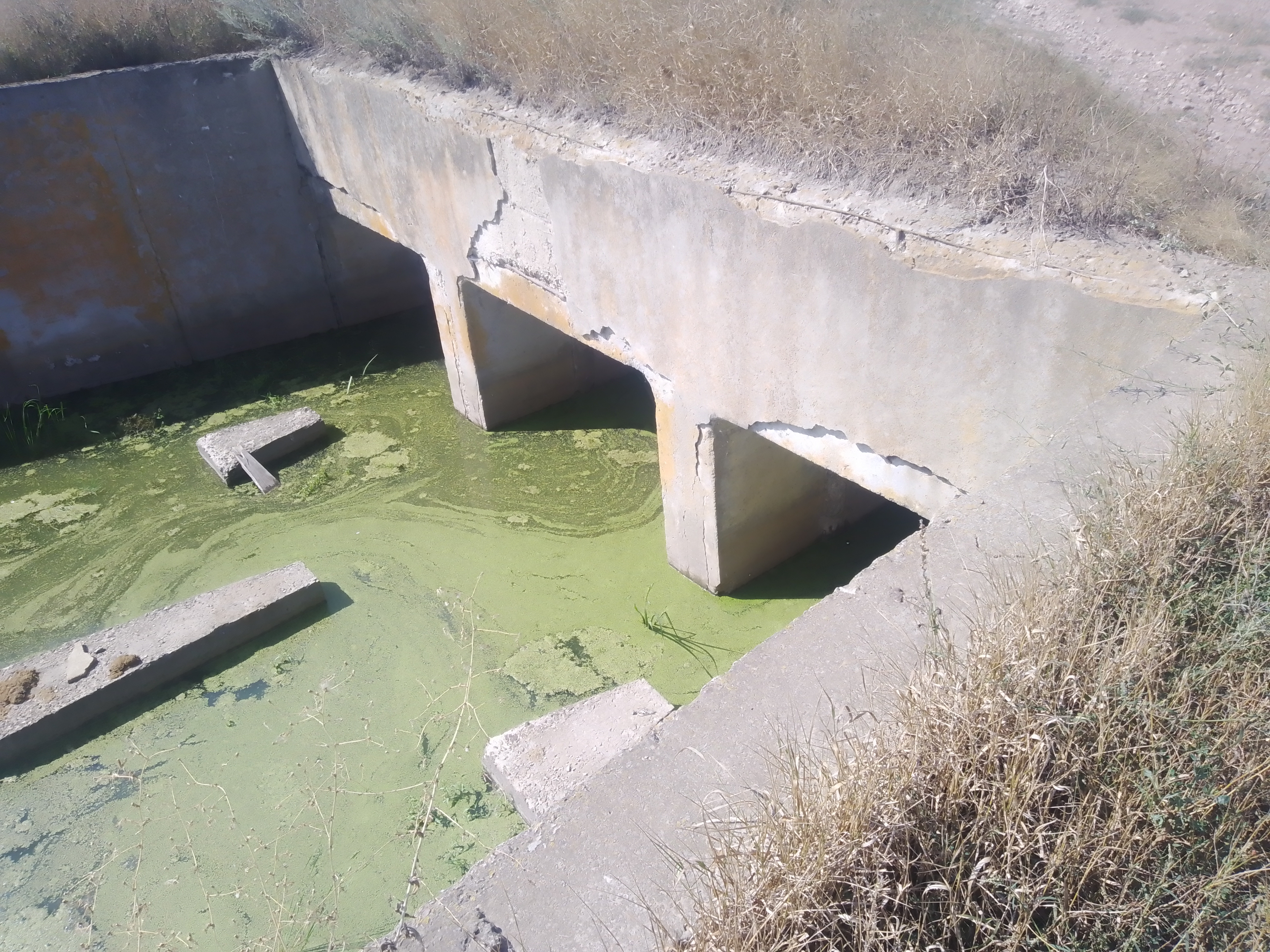
Гребля на річці Тайна
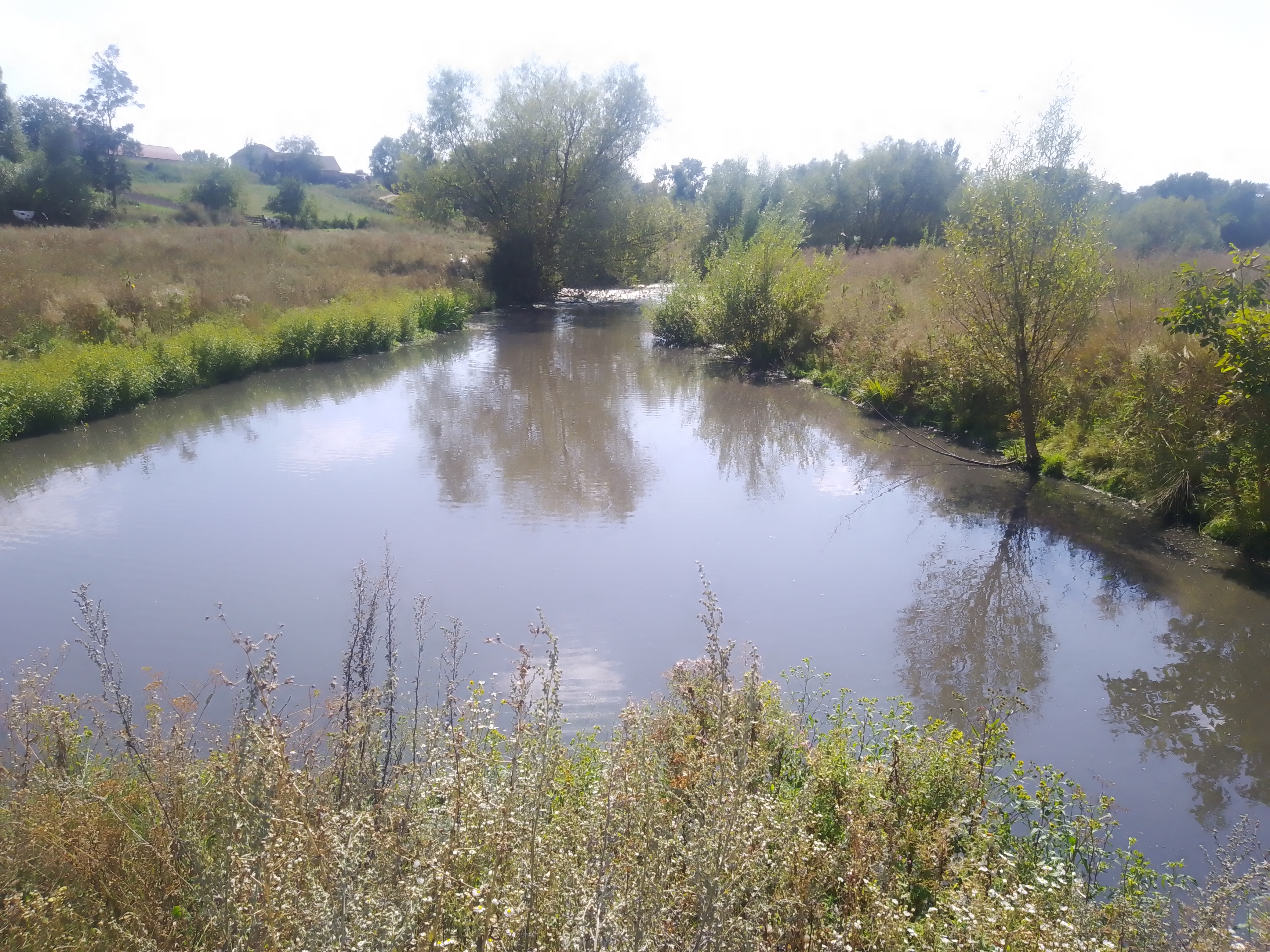
Річка Тайна в с. Клювинці
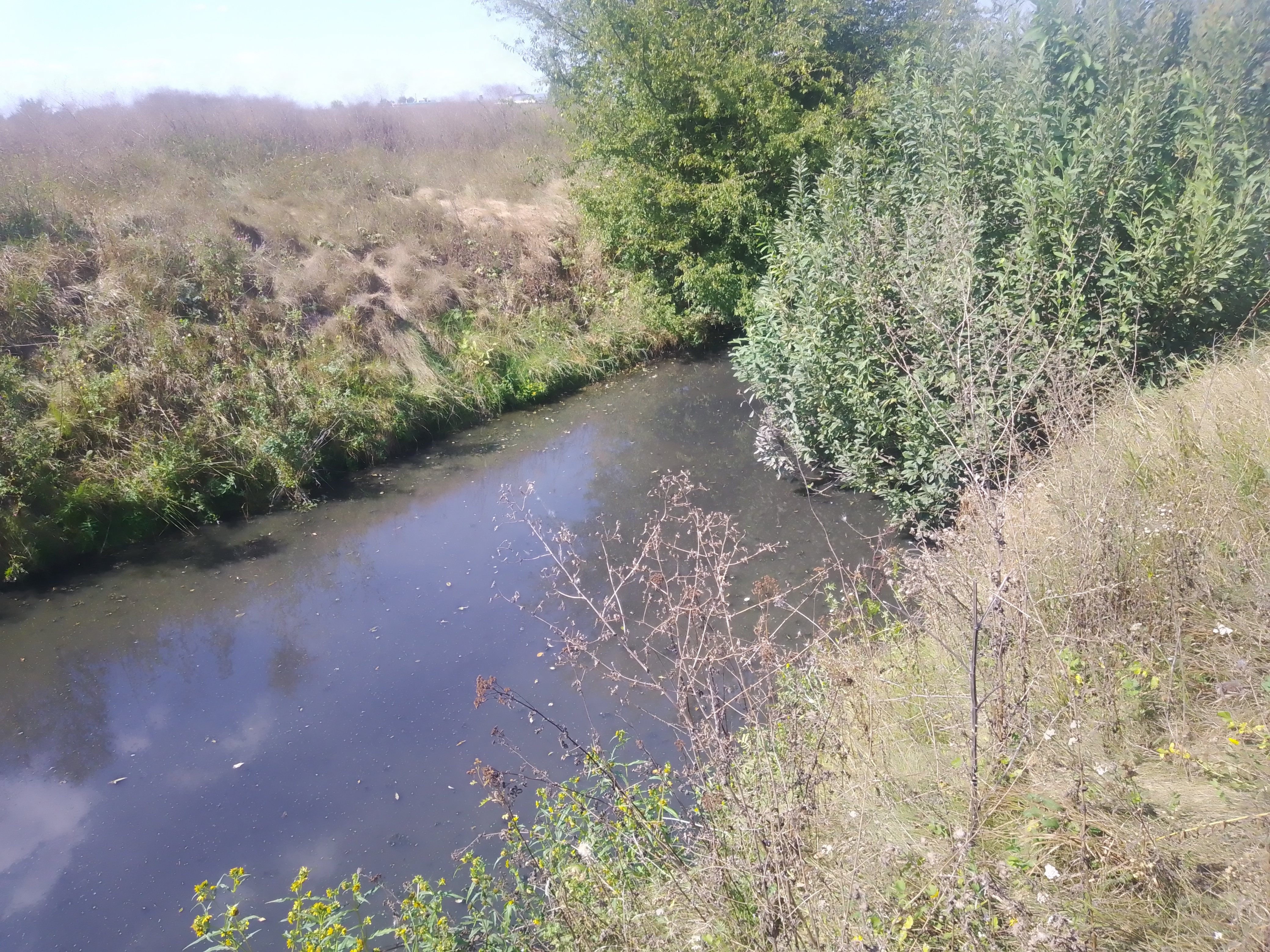
Річка Тайна перед греблею ставу в с. Клювинці
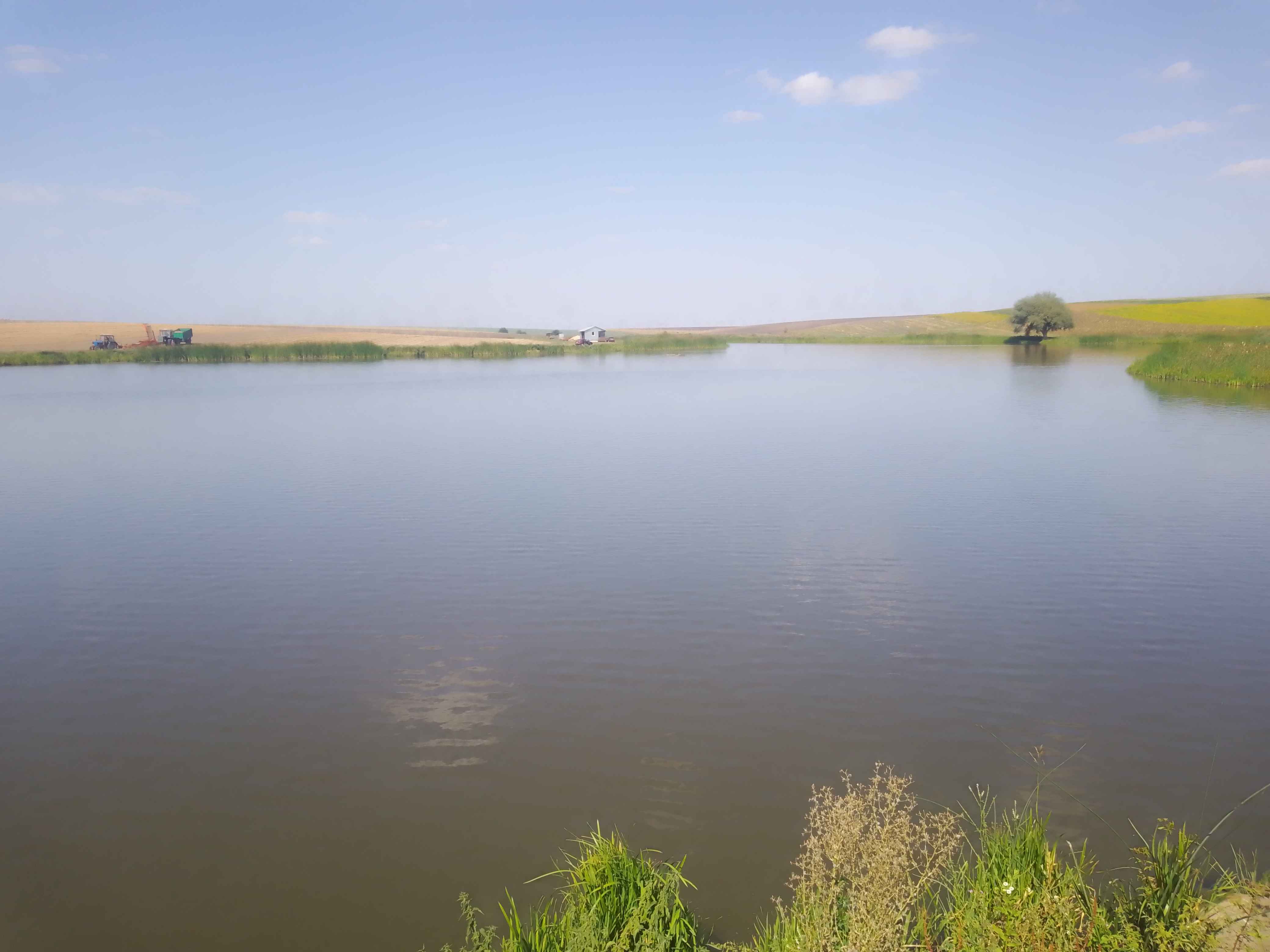
Став на р. Тайна в с. Клювинці